# Gottlob Walz
Gottlob Friedrich Walz (Stuttgart, Baden-Württemberg, 29 de juny de 1881 – 1943) va ser un saltador alemany que va competir a començaments del segle xx. El 1906 va prendre part en els Jocs Intercalats d'Atenes, on guanyà la medalla d'or en el salt de palanca de 10 metres. Dos anys més tard, als Jocs Olímpics de Londres, guanyà la medalla de bronze en la competició de salt de trampolí de 3 metres.